# Mas-Kom-Yah
Mas-Kom-Yah é uma peça teatral escrita pelo futuro prefeito de Istambul, primeiro-ministro e presidente da Turquia, Recep Tayyip Erdoğan, em 1975, baseada no livro Kızıl Pençe ("Garra Vermelha"), escrito pelo pregador islamista Mustafa Bayburtlu. O nome Mas-Kom-Yah é uma abreviação de Mason, Komünist ve Yahudi (maçom, comunista e judeu).

## Enredo
O dono da fábrica, Ayhan Bey, que não é religioso, envia seu filho para estudar no exterior. Anos depois, o filho, tendo renunciado ao islamismo, retorna à Turquia. Isso leva a uma desavença entre Ayhan Bey e seu filho. Ao mesmo tempo, os trabalhadores do dono da fábrica se rebelam e tomam a propriedade de Ayhan Bey. Eles são incitados por um trabalhador judeu que se passa por um muçulmano turco. O líder, retratado na peça como extremamente malicioso, acaba incitando seus colegas a assassinar Ayhan Bey.

## Desempenho
Erdoğan, que escreveu a peça, também participou da produção como diretor e ator, interpretando o papel do filho do dono da fábrica. A peça foi encenada em toda a Turquia de 1975 até o golpe de Estado na Turquia em 1980.

## Crítica
Em 2012, a revista semanal alemã Der Spiegel descreveu a peça como antissemita e acusou Erdoğan de entender o teatro de uma perspectiva propagandística e de dificultar o trabalho teatral como primeiro-ministro, já que teatros e palcos na atual República da Turquia são, em parte, bastiões liberais e seculares da sociedade.